# Seznam fotbalových klubů ve Velkém Manchesteru
Seznam fotbalových klubů ve Velkém Manchesteru řadí týmy dle anglického fotbalového ligového systému.

## Premier League
- Bolton Wanderers
- Manchester City
- Manchester United
- Wigan Athletic

## The Football League

### Football League One
- Bury
- Oldham Athletic
- Rochdale

## Football Conference

### Conference National
- Stockport County

### Conference North
- Altrincham
- Droylsden
- Hyde
- Stalybridge Celtic

## Northern Premier League

### NPL Premier Division
- Ashton United
- FC United of Manchester

### NPL Division One North
- Curzon Ashton
- Mossley
- Radcliffe Borough
- Salford City
- Trafford
- Woodley Sports

## North West Counties Football League

### NWCFL Premier Division
- Ashton Athletic
- Atherton Laburnum Rovers
- Flixton
- Maine Road
- Ramsbottom United

### NWCFL Division One
- Abbey Hey
- Ashton Town
- Atherton Collieries
- Cheadle Town
- Daisy Hill
- Irlam
- Oldham Boro
- Rochdale Town
- Wigan Robin Park

## Manchester League

### Manchester League Premier Division
- AFC Bury
- AFC Monton
- AVRO
- Dukinfield Town
- East Manchester
- Heywood St James
- Hindsford
- Manchester Gregorians
- Old Altrinchamians
- Prestwich Heys
- Royton Town
- Springhead
- Stockport Georgians
- Walshaw Sports
- West Didsbury & Chorlton
- Wythenshawe Amateurs

### Manchester League Division One
- Atherton Town
- Beechfield United
- Breightmet United
- Chapel Town
- Elton Vale
- Fives Athletic
- Hollinwood
- Leigh Athletic
- Pennington
- Rochdale Sacred Heart
- Salford Victoria
- Wilmslow Albion
- Woodley Sports rezerva
- Wythenshawe Town